# Agrodiaetus iphigenia
Agrodiaetus iphigenia är en fjärilsart som beskrevs av Herrich-Schäffer 1847. Agrodiaetus iphigenia ingår i släktet Agrodiaetus och familjen juvelvingar. Inga underarter finns listade i Catalogue of Life.